# Gazeuse!
Gazeuse! — студийный альбом группы Gong, выпущенный в 1976 году.

## Характеристика
Альбом написан в стиле джаз-фьюжн и имеет мало общего с психоделическим спейс-роком Gong эпохи Дэвида Аллена.
Альбом был издан под именем Gong (по причине контрактных обязательств с Virgin Records). Название группы Pierre Moerlen's Gong было принято лишь через несколько лет, хотя состав группы и характер музыки на данном альбоме скорее соответствуют Gong эпохи Мерлена.
Материал альбома написали в равных долях Аллан Холдсворт и Пьер Мерлен, кроме последнего трека, написанного бывшим басистом группы Magma Франсисом Мозе. «Shadows Of» была переработкой композиции Холдсворта «Velvet Darkness» с его одноименного альбома 1976 года.

## Признание
Альбом занимает 24 место в текущем рейтинге лучших альбомов Кентерберийской сцены сайта Progarchives (по состоянию на апрель 2013 года).

## Список композиций
Сторона один
1. «Expresso» (Пьер Мерлен) — 5:58
2. «Night Illusion» (Аллан Холдсворт) — 3:42
3. «Percolations (Part I & II)» (Пьер Мерлен) — 10:00

Сторона два
1. «Shadows Of» (Аллан Холдсворт) — 7:48
2. «Esnuria» (Пьер Мерлен) — 8:00
3. «Mireille» (Франсис Мозе) — 4:10

## Музыканты
- Пьер Мерлен — барабаны, вибрафон, маримба, литавры, колокольчики
- Аллан Холдсворт — гитары, скрипка
- Бенуа Мерлен — вибрафон
- Дидье Малерб — тенор-саксофон, флейта
- Франсис Мозе — бас, гонг, фортепиано
- Мино Кинелу — перкуссия

Дополнительные музыканты
- Мирей Бауер — вибрафон, маримба, колокольчики, том-том